# Holland (musikalbum)
Holland är ett album som gavs ut 8 januari 1973 av The Beach Boys. Albumet var gruppens tjugoandra LP och albumet är producerat av The Beach Boys gemensamt.
Namnet på albumet anspelar på att gruppen bodde i Nederländerna under de sex månaderna innan det gavs ut.
Med förstaupplagan av den ursprungliga LP-utgåvan följde det med en EP betitlad "Mount Vernon And Fairway" som bestod av en musikalisk saga av Brian Wilson. EP-materialet återfinns numera på CD-utgåvans spår 10-15.
Kort efter att albumet givits ut sparkades gruppens manager Jack Rieley och ersattes med Mike Loves bror Steve Love.
Albumet nådde Billboard-listans 36:e plats.
På englandslistan nådde albumet 20:e plats.

## Låtlista
Singelplacering i Billboard inom parentes. Placering i England=UK
1. Sail On Sailor (Brian Wilson/Jack Rieley/R. Kennedy/T. Almer) (#49)
2. Steamboat (Dennis Wilson/Jack Rieley)
3. California Saga/Big Sur (Mike Love)
4. California Saga/The Beaks Of Eagles (Al Jardine/Lynda Jardine/Robinson Jeffers)
5. California Saga/California (Al Jardine) (#84, UK #37)
6. Trader (Carl Wilson/Jack Rieley)
7. Leaving This Town /Ricky Fataar/Carl Wilson/Blondie Chaplin/Mike Love)
8. Only With You (Dennis Wilson/Mike Love)
9. Funky Pretty (Brian Wilson/Mike Love/Jack Rieley)
10. Mt. Vernon and Fairway - Theme (Brian Wilson)
11. I'm The Pied Piper (Brian Wilson/Carl Wilson)
12. Better Get Back In Bed (Brian Wilson)
13. Magic Transistor Radio (Brian Wilson)
14. I'm The Pied Piper (Brian Wilson)
15. Radio King Dom (Brian Wilson/Jack Rieley)